# Alec Burks
Alec Burks (Grandview, Misuri, 20 de julio de 1991) es un jugador de baloncesto estadounidense que pertenece a la plantilla de los Miami Heat de la NBA. Con 1,96 metros de estatura, juega en la posición de escolta.

## Trayectoria deportiva

### Universidad
Jugó durante dos temporadas con los Buffaloes de la Universidad de Colorado, en las que promedió 19,0 puntos, 5,8 rebotes y 2,4 asistencias por partido. Debutó como universitario siendo titular ante Arkansas-Pine Bluff, logrando 13 puntos y 3 asistencias. Se convirtió en el primer jugador de la historia de los Buffaloes en sobrepasar los 500 puntos en su temporada de novato, siendo el máximo reboteador y el segundo mejor anotador del equipo. Fue elegido novato del año de la Big 12 Conference.
En su segunda temporada se convirtió en el jugador de su universidad que más puntos consiguió en una única temporada, con 779 puntos, siendo además el único jugador de la historia en sobrepasar los 700 puntos, 240 rebotes y 100 asistencias en un único año. Su mejor partido a nivel personal lo jugó ante Missouri, consiguiendo  36 puntos y 8 rebotes. Fue elegido por unanimidad en el mejor quinteto de la Big 12.

#### Estadísticas
| Año     | Equipo   | PJ | PT | MPP  | %TC  | %3P  | %TL  | RPP | APP | ROB | TPP | PPP  |
| ------- | -------- | -- | -- | ---- | ---- | ---- | ---- | --- | --- | --- | --- | ---- |
| 2009–10 | Colorado | 30 | 30 | 30.2 | .538 | .352 | .772 | 5.0 | 1.8 | 1.2 | 0.4 | 17.1 |
| 2010–11 | Colorado | 38 | 37 | 31.4 | .469 | .292 | .825 | 6.5 | 2.9 | 1.1 | 0.3 | 20.5 |

### Profesional
Fue elegido en la duodécima posición del Draft de la NBA de 2011 por Utah Jazz. En su segundo partido como profesional anotó 15 puntos en apenas 10 minutos en pista ante Denver Nuggets.
Tras siete temporadas en Utah, el 28 de noviembre de 2018, Alec es traspasado a Cleveland Cavaliers junto a dos segundas rondas de draft, a cambio de Kyle Korver.
El 6 de febrero de 2019, es traspasado a Sacramento Kings en un traspaso entre tres equipos que involucró también a Cleveland y Houston.
El 8 de julio de 2019, Burks firma con los Golden State Warriors.
El 5 de febrero de 2020 es traspasado, junto con Glenn Robinson III, a Philadelphia 76ers a cambio de rondas de draft.
El 21 de noviembre de 2020 firmó por una temporada y seis millones de dólares con los New York Knicks.
El 2 de agosto de 2021, acuerda una extensión de contrato con los Knicks por $30 millones y 3 años.
El 28 de junio de 2022, es traspasado junto a Nerlens Noel a Detroit Pistons.
El 8 de febrero de 2024, es traspasado junto a Bojan Bogdanović a New York Knicks a cambio de Quentin Grimes, Malachi Flynn, Evan Fournier y Ryan Arcidiacono.
El 3 de julio de 2024, firma por una temporada con Miami Heat.

## Estadísticas de su carrera en la NBA

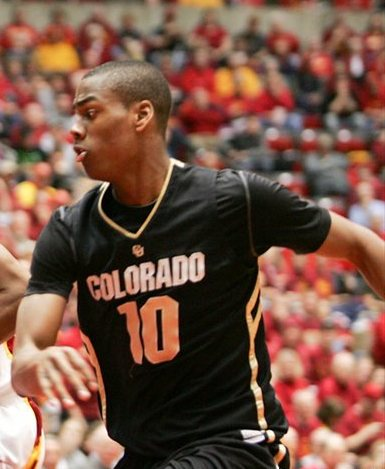
Burks con los Buffaloes de Colorado.

### Temporada regular
| Año     | Equipo       | PJ  | PT  | MPP  | %TC  | %3P  | %TL  | RPP | APP | ROB | TPP | PPP  |
| ------- | ------------ | --- | --- | ---- | ---- | ---- | ---- | --- | --- | --- | --- | ---- |
| 2011-12 | Utah         | 59  | 0   | 15.9 | .429 | .333 | .727 | 2.2 | .9  | .5  | .1  | 7.2  |
| 2012-13 | Utah         | 64  | 0   | 17.8 | .420 | .359 | .713 | 2.3 | 1.4 | .5  | .2  | 7.0  |
| 2013-14 | Utah         | 78  | 12  | 28.1 | .457 | .350 | .748 | 3.3 | 2.7 | .9  | .2  | 14.0 |
| 2014-15 | Utah         | 27  | 27  | 33.3 | .403 | .382 | .822 | 4.2 | 3.0 | .6  | .2  | 13.9 |
| 2015-16 | Utah         | 31  | 3   | 25.7 | .410 | .405 | .752 | 3.5 | 2.0 | .6  | .1  | 13.3 |
| 2016-17 | Utah         | 42  | 0   | 15.5 | .399 | .329 | .769 | 2.9 | .7  | .4  | .1  | 6.7  |
| 2017-18 | Utah         | 64  | 1   | 16.5 | .411 | .331 | .863 | 3.0 | 1.0 | .6  | .1  | 7.7  |
| 2018-19 | Utah         | 17  | 0   | 15.8 | .412 | .372 | .868 | 1.6 | 1.2 | .4  | .2  | 8.4  |
| 2018-19 | Cleveland    | 34  | 24  | 28.8 | .400 | .378 | .806 | 5.5 | 2.9 | .7  | .5  | 8.4  |
| 2018-19 | Sacramento   | 13  | 0   | 9.8  | .450 | .000 | .800 | 1.7 | .8  | .6  | .1  | 1.7  |
| 2019-20 | Golden State | 48  | 18  | 29.0 | .406 | .375 | .897 | 4.7 | 3.1 | 1.0 | .4  | 16.1 |
| 2019-20 | Philadelphia | 18  | 1   | 20.2 | .461 | .416 | .829 | 3.1 | 2.1 | .7  | .0  | 12.2 |
| 2020-21 | New York     | 49  | 5   | 25.6 | .420 | .415 | .856 | 4.6 | 2.2 | .6  | .3  | 12.7 |
| 2021-22 | New York     | 81  | 44  | 28.6 | .391 | .404 | .822 | 4.9 | 3.0 | 1.0 | .3  | 11.7 |
| 2022-23 | Detroit      | 51  | 8   | 22.0 | .436 | .414 | .814 | 3.1 | 2.2 | .7  | .2  | 12.8 |
| 2023-24 | Detroit      | 43  | 0   | 20.9 | .394 | .401 | .903 | 2.6 | 1.6 | .5  | .3  | 12.6 |
| 2023-24 | New York     | 23  | 1   | 13.5 | .307 | .301 | .727 | 1.7 | .9  | .3  | .0  | 6.5  |
| 2024-25 | Miami        | 49  | 14  | 17.6 | .424 | .425 | .776 | 2.5 | 1.1 | .6  | .1  | 7.3  |
| Total   | Total        | 791 | 158 | 22.2 | .415 | .386 | .805 | 3.3 | 1.9 | .7  | .2  | 10.6 |

### Playoffs
| Año   | Equipo       | PJ | PT | MPP  | %TC  | %3P  | %TL  | RPP | APP | ROB | TPP | PPP  |
| ----- | ------------ | -- | -- | ---- | ---- | ---- | ---- | --- | --- | --- | --- | ---- |
| 2012  | Utah         | 4  | 0  | 15.8 | .250 | .000 | .857 | 2.8 | .8  | .5  | .0  | 6.5  |
| 2018  | Utah         | 9  | 0  | 13.4 | .469 | .450 | .867 | 2.7 | 1.9 | .4  | .1  | 9.1  |
| 2020  | Philadelphia | 4  | 0  | 23.8 | .327 | .188 | .778 | 3.8 | 1.8 | .3  | .8  | 10.5 |
| 2021  | New York     | 5  | 0  | 25.6 | .429 | .333 | .737 | 5.0 | 2.6 | .2  | .0  | 14.0 |
| 2024  | New York     | 6  | 0  | 20.1 | .500 | .429 | .844 | 3.3 | 1.0 | .2  | .2  | 14.8 |
| 2025  | Miami        | 1  | 1  | 15.0 | .667 | .667 | –    | 2.0 | 2.0 | .0  | .0  | 6.0  |
| Total | Total        | 29 | 1  | 18.7 | .416 | .366 | .820 | 3.3 | 1.7 | .3  | .2  | 10.9 |